# Top Gear Rally (videojuego de 2003)
Top Gear Rally (Top Gear Rally SP en Japón), es un videojuego de carreras desarrollado por Tantalus Interactive y lanzado para Game Boy Advance en 2003.

## Jugabilidad
"Top Gear Rally" es un videojuego de carreras en el que el jugador conduce autos de rally a través de una serie de recorridos. También cuenta con un modo multijugador en el que dos jugadores pueden competir entre sí con el uso de Game Link Cable de Game Boy Advance.

## Desarrollo
"Top Gear Rally" fue desarrollado por la empresa australiana Tantalus Interactive. Sus coches fueron diseñados como modelos completos en 3D. El juego se presentó en la Electronic Entertainment Expo en mayo de 2003.

## Recepción
Top Gear Rally recibió críticas generalmente favorables de las publicaciones. GameSpot elogió sus gráficos de manera muy positiva, comparando su calidad con la de los juegos de PlayStation.
Tantalus ganó el premio al mejor juego en los premios Australian Game Developer Awards de 2003 en Melbourne por su trabajo en el juego.